# 대구일보
대구일보(大邱日報,Daegu ilbo)는 대구광역시의 일간 신문사다. 본사는 대구광역시 수성구 범어2동 범어역 11번 출구 앞에 있다.
동구 신천동에 있는 대구신문과는 별개의 신문사다.

## 역사
- 1945년 대구시보로 변경, 대구,경북의 우리말신문인 대구일보 발간
- 1949년 전신인 대구신보 폐간
- 1953년 통합 대구일보 발간
- 1961년 대구기독교방송과 제휴, ≪대구일보≫ 뉴스를 방송.
- 1962년 2월 4일부터는 매주 일요오락판 특집 발행
- 1972년 폐간
- 1989년 1차 복간
- 1990년-2000년 휴간
- 2001년 재발행

## 통계
| 발행 부수(대구)               | 발행 부수(대구) | 발행 부수(대구) | 발행 부수(대구) | 발행 부수(대구) | 발행 부수(대구) |
| 2009년                        | 2011년          | 2013년          | 2015년          | 2017년          | 비고            |
| ----------------------------- | --------------- | --------------- | --------------- | --------------- | --------------- |
| 13,310                        | 11,609          | 10,876          | 11,624          | 11,540          |                 |
| 출처: 한국ABC협회, 미디어오늘 |                 |                 |                 |                 |                 |